# Kristal Summers
Kristal Summers (Santa Mónica, California; 1 de septiembre de 1972) es una actriz pornográfica retirada estadounidense.

## Biografía
Kristal Summers comenzó su carrera en 1997 cuando ella tenía 25 años. Gracias a la ayuda de su prima, la actriz porno Francesca Le, Summers (bajo el nombre de "Brandy") comenzó a realizar en softcore BDSM vídeos de dominación para cine adulto con los productores Bryan Davis y Simone Devon. Estos vídeos fueron editadas por Devonshire Productions y Close-Up Entertainment, Inc.
El trabajo de Kristal Summers para Devonshire, una sociedad que ya no existe, consistió principalmente en la esclavitud bondage, con guiones y fetichismo exótico. A la inversa, su etapa en Close-Up se basa en bondage "extremo" con cuerdas y elementos metálicos.
Ella también ha aparecido en varios filmes de bondage para Sterne-Masterson Productions. Estos vídeos a menudo destacan por raptos (consensuados) y guiones de esclavitud sexual.

## Carrera en el cine porno
En el año 2000, Summers dejó de realizar cine fetiche para rodar porno. Ella también ha trabajado para producciones de wrestling como luchadora en bikini o en topless.
En enero de 2007, Summers destacó en la serie de televisión The Insider en un papel de MILF. En una entrevista ella habló sobre su carrera en la industria cinematográfica adulta y su papel en la película " MILFS Night Out".
Se retiró como actriz porno en 2015, con más de 280 películas.

## Premios
- 2006 CAVR Award "MILF del Año"[3]
- 2007 XRCO Award nominación a "MILF del Año"in the movie 1 night in Oilst.[4]